# Joan Font Mañé
Joan Font Mañé (Barcelona, 22 de noviembre de 1907) fue un futbolista español. Jugó en el Fútbol Club Barcelona durante tres temporadas, de 1929 a 1932, un total de 7 partidos de liga. Debutó el 5 de enero de 1930 en un Fútbol Club Barcelona 4-At. Madrid 2.

## Equipos
| Club                  | País   | Año       |
| --------------------- | ------ | --------- |
| Futbol Club Barcelona | España | 1929-1932 |